# Caloplaca lactea
Caloplaca lactea är en lavart som först beskrevs av A. Massal., och fick sitt nu gällande namn av Alexander Zahlbruckner. Caloplaca lactea ingår i släktet orangelavar och familjen Teloschistaceae.   Inga underarter finns listade i Catalogue of Life.